# Phoneutria fera
Phoneutria fera är en spindelart som beskrevs av Perty 1833. Phoneutria fera ingår i släktet Phoneutria och familjen Ctenidae. Inga underarter finns listade i Catalogue of Life.